# Scoliosia debrunneata
Scoliosia debrunneata är en fjärilsart som beskrevs av Embrik Strand 1922. Scoliosia debrunneata ingår i släktet Scoliosia och familjen björnspinnare. Inga underarter finns listade.